# Fulminate de potassium
Le fulminate de potassium est le sel de potassium de l'ion fulminate, de formule CKNO. Il peut être préparé en faisant réagir un amalgame de potassium avec du fulminate de mercure. Il s'agit, comme ce dernier, d'un explosif employé dans certaines amorces, mais sa liaison ionique entre carbone et potassium le rend bien plus stable par rapport à la liaison covalente carbone–mercure du fulminate de mercure.